# قضيب جلدي

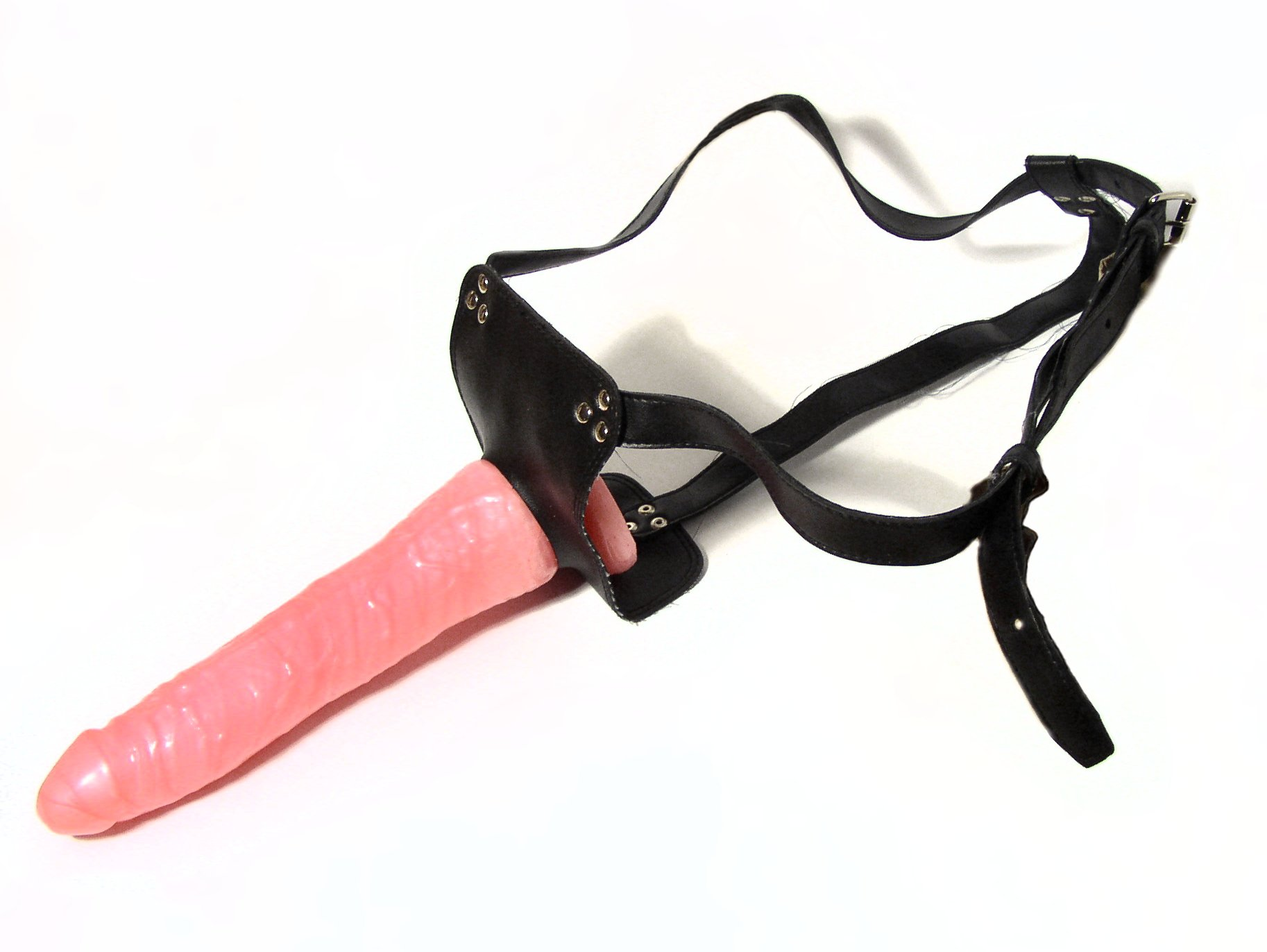
قضيب جلدي تقليدي

قضيب جلدي هو قضيب اصطناعي مصمم ليتم ارتداؤه، عادة مع حزام، أثناء النشاط الجنسي. يتم تصنيع الأحزمة والقضبان الاصطناعية في مجموعة متنوعة من الأساليب، مع اختلافات في كيفية ملاءمة الحزام لمن يرتديها وكيفية ارتباط القضيب الاصطناعي بالحزام، بالإضافة إلى ميزات مختلفة تهدف إلى تسهيل تحفيز مرتديها أو الشريك الجنسي. يمكن استخدام القضبان الجلدية من قبل الأشخاص أي جنس أو نشاط جنسي.